# 大西洋まぐろ類保存国際委員会
大西洋まぐろ類保存国際委員会（たいせいようまぐろるいほぞんこくさいいいんかい、英語: International Commission for the Conservation of Atlantic Tunas, ICCAT）とは、大西洋におけるマグロ類資源の持続的漁獲を可能な水準を維持するために設立された委員会。

## 関係条約
大西洋のマグロ類の保存のための国際条約（日本の署名: 1966年5月14日, 批准: 1967年8月24日, 発効: 1969年3月21日）

## 目的
地中海を含む大西洋全域においてマグロ・カジキ類を対象魚種とした調査研究、魚種に関する勧告等の保存管理を行う。具体的には、総漁獲許容量及び国別漁獲割当の設定、漁獲努力量の設定、統計証明制度、漁獲証明制度の実施、混獲対策等に関与。

## 加盟国、地域、国際機関
アメリカ合衆国、日本、南アフリカ共和国、ガーナ、カナダ、フランス、ブラジル、モロッコ、大韓民国、コートジボワール、アンゴラ、ロシア、ガボン、カーボヴェルデ、ウルグアイ、サントメ・プリンシペ、ベネズエラ、赤道ギニア、ギニア、イギリス、リビア、中華人民共和国、EU、チュニジア、パナマ、トリニダード・トバゴ、ナミビア、バルバドス、ホンジュラス、アルジェリア、メキシコ、アイスランド、トルコ、ノルウェー、ニカラグア、グアテマラ、セネガル、フィリピン、ベリーズ、シリア、セントビンセント及びグレナディーン諸島、ナイジェリア、エジプト、アルバニア、シエラレオネ、モーリタニア、キュラソー、リベリア、エルサルバドル、ギニアビサウ、グレナダ、ガンビア

## 協力的非加盟国、地域
台湾、ガイアナ、スリナム、ボリビア、コスタリカ

## 事務所所在地
- マドリード (西)